# Sylvia lugens
Sylvia lugens е вид птица от семейство Коприварчеви (Sylviidae).

## Разпространение
Видът е разпространен в Етиопия, Замбия, Демократична република Конго, Кения, Малави, Судан, Танзания, Уганда и Южен Судан.